# Stagmomantis marginata
Stagmomantis marginata är en bönsyrseart som beskrevs av Palisot De Beauvois 1805. Stagmomantis marginata ingår i släktet Stagmomantis och familjen Mantidae. Inga underarter finns listade i Catalogue of Life.